# Myxas
Myxas är ett släkte av snäckor som beskrevs av Sowerby 1822. Myxas ingår i familjen dammsnäckor.
Släktet innehåller bara arten Myxas glutinosa.

## Bildgalleri

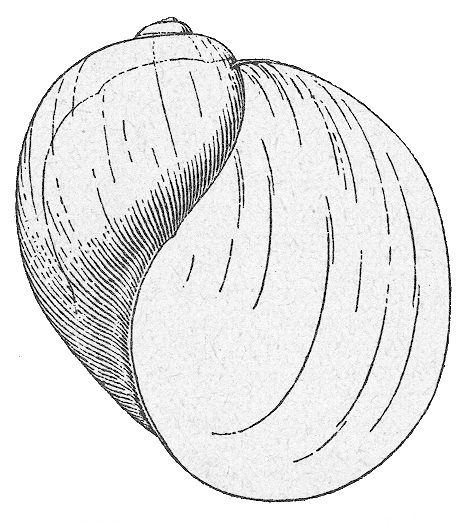
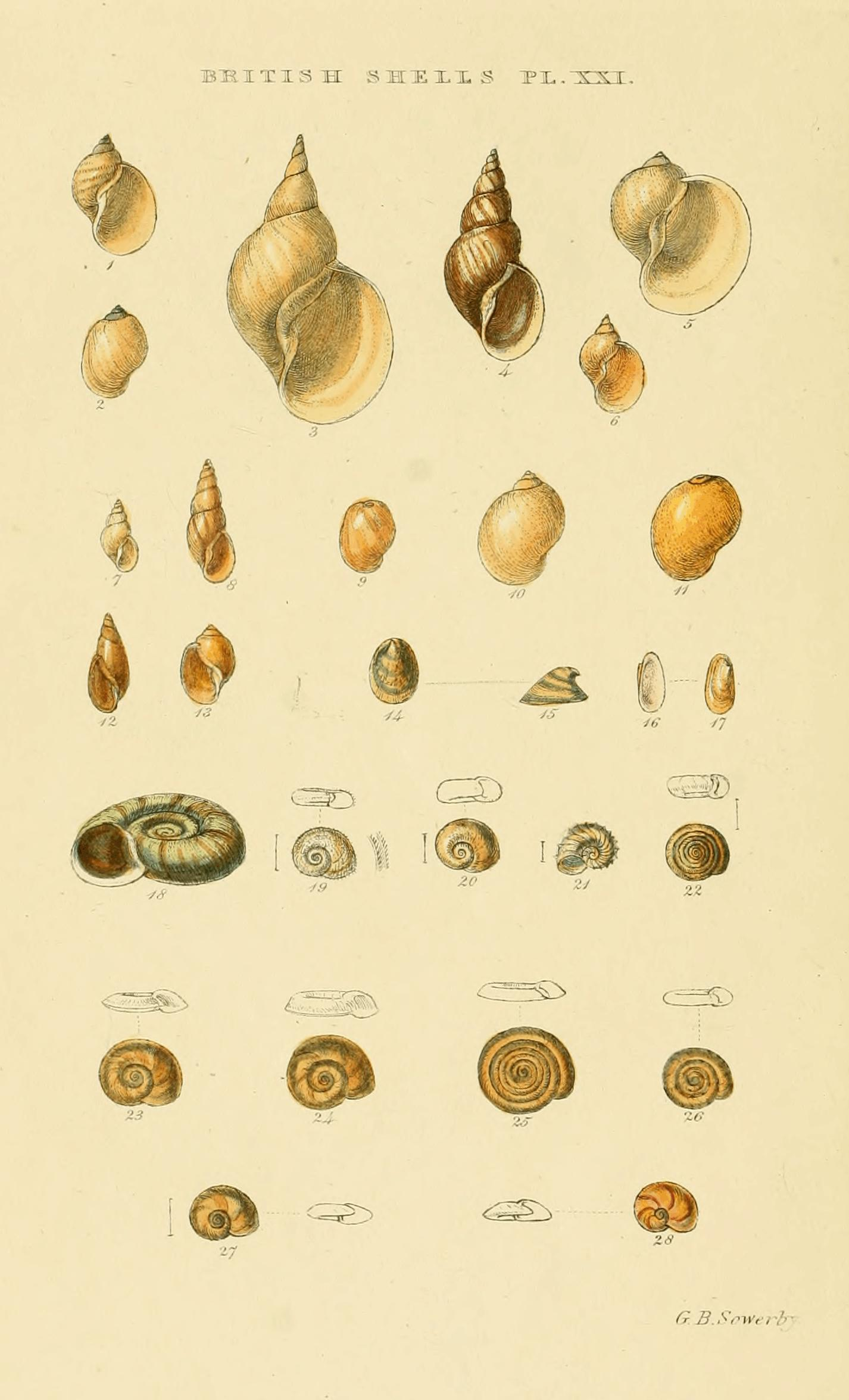